# 徳島沖洲インターチェンジ
徳島沖洲インターチェンジ（とくしまおきのすインターチェンジ）は、徳島県徳島市北沖洲にある徳島南部自動車道のインターチェンジである。
当ICを境に徳島JCT方面が有料、阿南IC方面が新直轄方式で無料となる。当ICに近接して吉野川サンライズ大橋があるため、吉野川対岸の徳島市川内町旭野に徳島本線料金所が設置されている。

## 歴史
- 1989年（平成元年）2月27日：基本計画決定。
- 1996年（平成8年）12月27日：整備計画決定。
- 1998年（平成10年）12月25日：施行命令発令。
- 2020年（令和2年）10月2日：IC名称が「徳島東IC（仮称）」から「徳島沖洲IC」に正式決定[2]。
- 2021年（令和3年）3月21日：徳島津田IC - 徳島沖洲IC間開通に伴い、供用開始[3]。
- 2022年（令和4年）3月21日：徳島沖洲IC - 徳島JCT間開通[4]。

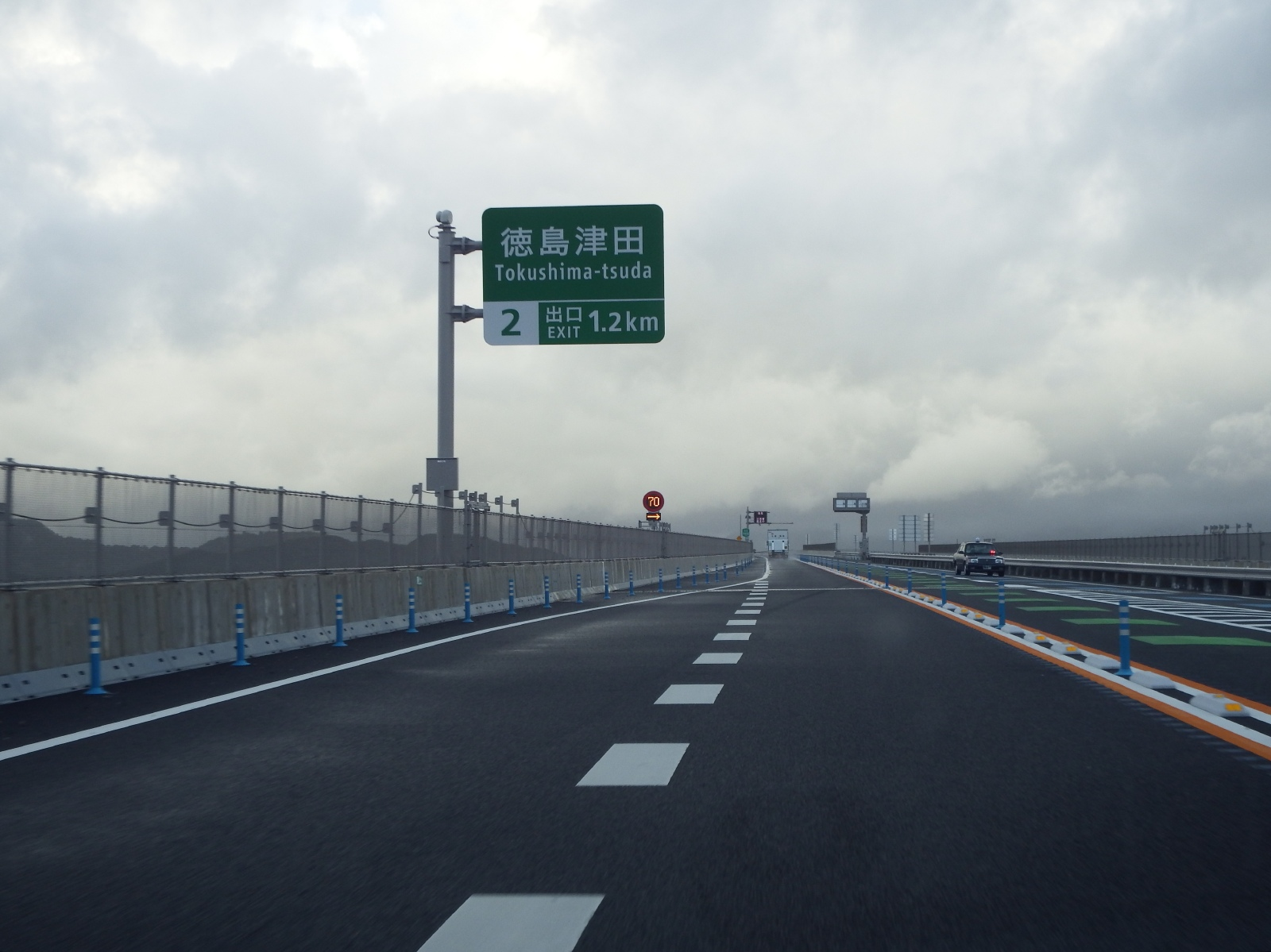
本線下り 一般道からの流入口

## 周辺
- マリンピア沖洲
- 沖洲マリンターミナル
- 徳島小松島港
- 南海フェリー
- オーシャントランス（オーシャン東九フェリー）
- イオンモール徳島
- サテライト徳島
- 徳島外環状道路
- 末広大橋
- 末廣神社
- 徳島市中央卸売市場
- 徳島市立高等学校
- 阿波しらさぎ大橋
- 沖洲海岸

## 接続する道路
- E55 徳島南部自動車道

### 直接道路
- 徳島県道204号徳島沖洲インター線

### 間接道路
- 徳島県道38号沖ノ洲徳島本町線
- 徳島外環状道路（徳島県道29号徳島環状線）

## 隣
E55 徳島南部自動車道
(2) 徳島津田IC - (1) 徳島沖洲IC - 徳島TB - (8) 徳島JCT